# پورنوگرافی فمینیستی
پورنوگرافی فمینیستی گونه‌ای از پورنوگرافی است که توسط یا برای کسانی که درون جنبش فمینیستی پذیرای سکس هستند، تولید می‌شود. این نوع پورنوگرافی به منظور ترویج برابری جنسیتی با نمایش بیشتر حرکات بدنی و خیال‌پردازی‌های جنسی زنان و اعضای جامعه ال‌جی‌بی‌تی بوجود آمد.

## کتابشناسی
- Snyder-Hall, R. Claire (March 2010). "Third-wave feminism and the defense of "choice"". Perspectives on Politics. 8 (1): 255–261. doi:10.1017/S1537592709992842. JSTOR 25698533. S2CID 145133253.